# ريفولت
ريفولت(بالإنجليزية: Re-Volt)‏، لعبة السيارات ذات تحكم عن بعد، عند التحدث عن عالم السيارات والألعاب.
صُنعت ريفولت سنة 1999 بشركة أككلايم وقد صدر لللّعبة إصداران أساسيين وهما نسخة 1.0 ونسخة 1.10

## ما وراء الاسم
تضم لعبة ريفولت 28 سيارة إضافة إلى 14 مضمار من 4 أجواء: الجوار، التسوق, المتحف والسفينة

## التعديل
يمكن إضافة عدة من السيارات والمضامير إلى اللعبة كما يمكن تصنيع المضمار من داخل اللعبة بما أن ريفولت تحتوي على مصمم مضامير داخلي حيث يقوم بإنتاج ما يسمى بمضمار لوقو

## إضاءات
- Re-Volt the Wiki Project
- موقع تحميل التعديلات